# Клюкі (гміна Мінськ-Мазовецький)
Клюкі (пол. Kluki) — село в Польщі, у гміні Мінськ-Мазовецький Мінського повіту Мазовецького воєводства.
Населення — 62 особи (2011).
У 1975-1998 роках село належало до Седлецького воєводства.

## Демографія
Демографічна структура станом на 31 березня 2011 року:
|          | Загалом | Допрацездатний вік | Працездатний вік | Постпрацездатний вік |
| -------- | ------- | ------------------ | ---------------- | -------------------- |
| Чоловіки | 32      | 9                  | 17               | 6                    |
| Жінки    | 30      | 8                  | 13               | 9                    |
| Разом    | 62      | 17                 | 30               | 15                   |